# 王龚
王龚（?—?），字伯宗，东汉山阳郡高平县（今山东省鱼台县北）人，生卒年均不詳。
王龚世代为豪族，初举孝廉，后来任青州刺史、弹劾贪浊二千石数人。建光元年（121年），转任司隶校尉，次年为汝南郡太守。永建元年（126年），历任太仆、太常。
129年九月，王龚担任司空。136年（永和元年）十二月，担任太尉。
他想纠正宦官专权的弊端，上疏请贬斥宦官。宦官派他们的党羽弹劾王龚，汉顺帝大怒，要问罪于王龚。大将军梁商开脱，於140年罷免，以老病请退，在家去世。其子王畅。

## 延伸阅读
[在维基数据编辑]
 《後漢書·卷56》，出自范晔《後漢書》